# Parapercis colias
Parapercis colias е вид бодлоперка от семейство Pinguipedidae. Видът не е застрашен от изчезване.

## Разпространение и местообитание
Разпространен е в Нова Зеландия (Кермадек, Северен остров, Чатъм и Южен остров).
Обитава крайбрежията и пясъчните дъна на морета в райони с умерен климат. Среща се на дълбочина от 4 до 150 m, при температура на водата от 7,8 до 18,2 °C и соленост 34,3 – 35,5 ‰.

## Описание
На дължина достигат до 45 cm, а теглото им е не повече от 2500 g.
Продължителността им на живот е около 17 години. Популацията на вида е намаляваща.